# 몬테 어빈

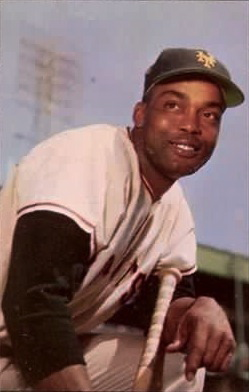
1953년 경 모습

몬테 어빈(Monte Irvin, 본명: Monford Merrill "Monte" Irvin, 1919년 2월 25일 ~ 2016년 1월 11일)은 뉴어크 이글스(1938~1942, 1946~1948)에서 뛰었던 니그로 리그 및 메이저 리그 베이스볼(MLB)의 미국 좌익수 및 우익수였다. 뉴욕 자이언츠(1949~1955), 시카고 컵스(1956)에서도 뛰었다. 뉴저지에서 자랐으며 링컨 대학교에서 뛰어난 축구 선수였다. 어빈은 링컨을 떠나 흑인 리그 야구에서 여러 시즌을 보냈다. 그의 경력은 1943년부터 1945년까지 군 복무로 인해 중단되었다.
뉴욕 자이언츠에 합류했을 때 어빈은 최초의 아프리카계 미국인 MLB 선수 중 한 명이 되었다. 그는 자이언츠에서 두 번의 월드 시리즈에 출전했다. 미래의 명예의 전당에 오른 윌리 메이스가 1951년에 자이언츠에 합류했을 때 어빈은 그를 멘토링해 달라는 요청을 받았다. 1973년 야구 명예의 전당에 입성했다. 선수 생활을 마친 후 Irvin은 야구 스카우트였으며 MLB 커미셔너 사무실에서 관리 역할을 맡았다.
사망 당시 어빈은 뉴욕 자이언트(New York Giant)와 시카고 컵(Chicago Cub)의 전직 흑인 리그 선수 중 가장 나이가 많았다. 그는 죽기 전에 휴스턴의 은퇴자 커뮤니티에서 살았다.